# 伊萬尼夫卡 (索斯諾韋市鎮)
50°51′14″N 26°55′37″E / 50.85389°N 26.92694°E
伊萬尼夫卡（烏克蘭語：Іванівка）是位於烏克蘭西北部的村莊，由里夫內州里夫內區的索斯諾韋市鎮負責管轄。該村始建於1810年，面積0.3平方公里，海拔高度176米，2001年人口143，人口密度每平方公里476.7人。